# Komlósd
Komlósd (kroatisch Komluš, Komloš) ist eine ungarische Gemeinde im Kreis Barcs im Komitat Somogy.

## Geografische Lage
Komlósd liegt neun Kilometer nordwestlich der Kreisstadt Barcs und vier Kilometer nördlich des Flusses Drau, der die Grenze zu Kroatien bildet. Nachbargemeinden sind Péterhida, Babócsa und Drávaszentes, ein Ortsteil der Stadt Barcs.

## Sehenswürdigkeiten
- Reformierte Kirche, erbaut 1837

## Verkehr
Durch Komlósd verläuft die Landstraße Nr. 6801. Es bestehen Busverbindungen nach Péterhida, nach Barcs sowie über Babócsa und Bolhó nach Heresznye. Der zwei Kilometer westlich liegende Bahnhof Péterhida-Komlósd ist angebunden an die Eisenbahnstrecke von Pécs nach Gyékényes.